# Stowarzyszenie Architektów Polskich
Stowarzyszenie Architektów Polskich (SARP) – założone w 1934 ogólnopolskie stowarzyszenie zawodowe zrzeszające architektów.
Siedziba Zarządu Głównego SARP mieści się w pałacu Zamoyskich przy ul.Foksal 2 w Warszawie.

## Historia
Historia działalności stowarzyszeniowej architektów w Polsce sięga 1877. Z inicjatywy budowniczych i inżynierów założono Krakowskie Towarzystwo Techniczne, późniejsza zaś aktywność architektów działała w ramach warszawskiego Towarzystwa Popierania Handlu i Przemysłu (1899). Kontynuacją tych starań stała się samodzielna Delegacja Architektów Polskich utworzona w 1908 po Międzynarodowym Kongresie Architektów w Wiedniu. Głównym zadaniem DAP miało być reprezentowanie dążeń architektów polskich działających we wszystkich zaborach. Dzięki tworzeniu wspólnych ekspozycji architektonicznych na wystawach i kongresach oraz organizacji konkursów, architektura polska zaistniała na arenie międzynarodowej. Wypracowywano także jednolite stanowisko wobec ochrony wykonywania zawodu architekta oraz szereg postulatów w sprawie organizacji szkolnictwa architektonicznego. Jednym z ważniejszych osiągnięć środowiska przed uzyskaniem niepodległości było opracowanie zasad regulaminów konkursów architektonicznych (1911).
Po odzyskaniu przez Polskę niepodległości Koło Architektów w Warszawie zorganizowało I Powszechny Zjazd Architektów (1919). W 1926 roku powstało w Warszawie Stowarzyszenie Architektów Polskich – SAP. Jednocześnie na zjeździe polskich stowarzyszeń architektonicznych uchwalono powołanie instytucji periodycznych zjazdów delegatów pod nawiązującą do tradycji nazwą Delegacja Architektów Polskich. W tym samym roku w Poznaniu utworzono Związek Stowarzyszeń Architektów Polskich – ZSAP. 8 lat później, w lipcu 1934, Walny Zjazd Delegatów w Warszawie powołał jednoczące wszystkie organizacje architektów Stowarzyszenie Architektów Rzeczypospolitej Polskiej – SARP. Nazwa ta przetrwała do 1952, kiedy to na VI Walnym Zjeździe Delegatów SARP zmieniono nazwę na Stowarzyszenie Architektów Polskich, zachowując tradycyjny skrót SARP.
W czerwcu 1938 na walnym zjeździe w Warszawie SARP przyjął paragraf aryjski. W ramach „walki o prawdziwe oblicze architektury polskiej” wykluczono członkostwo w stowarzyszeniu osób narodowości żydowskiej. W głosowaniu oddano 29 głosów „za”, przeciw zagłosował jeden z delegatów Oddziału Katowickiego SARP dysponujący 2 głosami.
SARP zostało reaktywowane w listopadzie 1944 na I Zebraniu Architektów Wyzwolonych Ziem Polski w Lublinie.
W 1977 SARP został odznaczony Orderem Sztandaru Pracy I klasy.

## Działalność
Statutowymi celami działalności SARP są:
- dbałość o jakość architektury i środowiska – zbudowanego oraz naturalnego – pojmowanych jako interes publiczny,
- tworzenie warunków dla rozwoju twórczości architektonicznej i jej ochrona,
- rozwój warsztatu architekta i ochrona zawodu.

SARP prowadzi zarówno szeroko pojętą działalność kulturalną, naukowo-oświatową (organizacja sympozjów i wystaw), organizuje konkursy architektoniczne, jak i służy świadczeniu wzajemnej pomocy przez polskich architektów. Od 1966 Stowarzyszenie przyznaje Honorową Nagrodę SARP, od 1983 Nagrodę Roku SARP. Od 1997 jest współorganizatorem konkursu Polski Cement w Architekturze.
Decyzją Ministra Kultury z 16 lutego 1995 wydano stowarzyszeniu zezwolenie na zbiorowe zarządzanie prawami autorskimi do utworów architektonicznych, architektoniczno-urbanistycznych oraz urbanistycznych na następujących polach eksploatacji: utrwalenie, zwielokrotnienie (techniką graficzną, drukarską, fotograficzną, kserograficzną i cyfrową), wprowadzenie do obrotu, wprowadzenie do pamięci komputera, najem, dzierżawa.
W latach 2000–2010 wydawało dwumiesięcznik architektoniczny Arch.

## Oddziały SARP
Oddziały SARP znajdują się w następujących miastach: Białystok, Bielsko-Biała, Bydgoszcz, Częstochowa, Gorzów Wielkopolski, Jelenia Góra, Katowice, Kielce, Koszalin, Kraków, Lublin, Łódź, Olsztyn, Opole, Poznań, Radom, Rzeszów, Słupsk, Szczecin, Toruń, Warszawa, Wrocław, Wybrzeże w Gdańsku i Zielona Góra. Do dnia 22 września 2019 r. istniał również oddział "Sądecko-Podhalański" w Zakopanem.

## Prezesi SARP[11]
|     | \| 1. \| Kazimierz Tołłoczko \| 30 maja 1934 \| 10 czerwca 1934 \| 11 dni \| \| 2. \| Romuald Miller (1) \| 10 czerwca 1934 \| październik 1936 \| 1085 dni \| \| 2. \| Romuald Miller (1) \| październik 1936 \| 30 maja 1937 \| 1085 dni \| \| 3. \| Adolf Szyszko-Bohusz \| 30 maja 1937 \| 1939 \| brak danych \| \| 4. \| Lech Niemojewski \| 5 listopada 1944 \| 8 kwietnia 1945 \| 154 dni \| \| 5. \| Romuald Miller (2) \| 8 kwietnia 1945 \| 27 sierpnia 1945 \| 141 dni \| \| 6. \| Gustaw Trzciński \| 28 sierpnia 1945 \| 14 lipca 1946 \| 320 dni \| \| 7. \| Witold Plapis \| 16 lipca 1946 \| 18 października 1947 \| 795 dni \| \| 7. \| Witold Plapis \| 19 października 1947 \| 18 września 1948 \| 795 dni \| \| 8. \| Józef Ufnalewski \| 20 września 1948 \| 7 lipca 1951 \| 1544 dni \| \| 8. \| Józef Ufnalewski \| 8 lipca 1951 \| 12 grudnia 1952 \| 1544 dni \| \| 9. \| Eugeniusz Wierzbicki \| 14 grudnia 1952 \| 21 grudnia 1954 \| 1485 dni \| \| 9. \| Eugeniusz Wierzbicki \| 22 grudnia 1954 \| 7 stycznia 1957 \| 1485 dni \| \| 10. \| Jerzy Hryniewiecki \| 9 stycznia 1957 \| 6 kwietnia 1959 \| 1535 dni \| \| 10. \| Jerzy Hryniewiecki \| 8 kwietnia 1959 \| 24 marca 1961 \| 1535 dni \| \| 11. \| Tadeusz Ptaszycki \| 25 marca 1961 \| 4 kwietnia 1963 \| 1543 dni \| \| 11. \| Tadeusz Ptaszycki \| 5 kwietnia 1963 \| 15 czerwca 1965 \| 1543 dni \| \| 12. \| Henryk Buszko (1) \| 16 czerwca 1965 \| 1 czerwca 1967 \| 1637 dni \| \| 12. \| Henryk Buszko (1) \| 3 czerwca 1967 \| 9 grudnia 1969 \| 1637 dni \| \| 13. \| Jerzy Kowarski \| 10 grudnia 1969 \| 23 kwietnia 1972 \| 865 dni \| \| 14. \| Henryk Buszko (2) \| 24 kwietnia 1972 \| 15 marca 1975 \| 1056 dni \| \| 15. \| Jerzy Buszkiewicz \| 16 marca 1975 \| 15 kwietnia 1978 \| 1126 dni \| \| 16. \| Tadeusz Mrówczyński \| 16 kwietnia 1978 \| 7 grudnia 1981 \| 1331 dni \| \| 17. \| Zbigniew Zawistowski \| 8 grudnia 1981 \| 16 marca 1985 \| 1194 dni \| \| 18. \| Roman Hordyński \| 17 marca 1985 \| 27 lipca 1986 (zmarł) \| 497 dni \| \| 19. \| p.o. Andrzej Kiciński \| 28 lipca 1986 \| 7 maja 1988 \| 649 dni \| \| 20. \| Ryszard Semka \| 27 maja 1988 \| 12 maja 1991 \| 1080 dni \| \| 21. \| Krzysztof Chwalibóg \| 13 kwietnia 1991 \| 20 maja 1994 \| 3352 dni \| \| 21. \| Krzysztof Chwalibóg \| 21 maja 1994 \| 12 czerwca 1997 \| 3352 dni \| \| 21. \| Krzysztof Chwalibóg \| 13 czerwca 1997 \| 16 czerwca 2000 \| 3352 dni \| \| 22. \| Ryszard Jurkowski \| 17 czerwca 2000 \| 23 września 2003 \| 2366 dni \| \| 22. \| Ryszard Jurkowski \| 24 października 2003 \| 9 grudnia 2006 \| 2366 dni \| \| 23. \| Jerzy Grochulski (1) \| 9 grudnia 2006 \| 12 grudnia 2009 \| 2191 dni \| \| 23. \| Jerzy Grochulski (1) \| 12 grudnia 2009 \| 8 grudnia 2012 \| 2191 dni \| \| 24. \| Mariusz Ścisło \| 8 grudnia 2012 \| 12 grudnia 2015 \| 2549 dni \| \| 24. \| Mariusz Ścisło \| 12 grudnia 2015 \| 1 grudnia 2019 \| 2549 dni \| \| 25. \| Bohdan Lisowski \| 2 grudnia 2019 \| 9 lutego 2022 (zrezygnował) \| 800 dni \| \| 26. \| p.o. Jerzy Grochulski (2) \| 17 lutego 2022 \| 23 czerwca 2022 \| 126 dni \| \| 27. \| Agnieszka Kalinowska-Sołtys \| 24 czerwca 2022 \| 6 czerwca 2024 \| 713 dni \| \| 28. \| Marek Chrobak \| 7 czerwca 2024 \| obecnie \| 293 dni \| |                      |                             |                     |                     |                     |
| Lp. | Imię i nazwisko | Daty urzędowania     | Daty urzędowania            | Długość urzędowania | Długość urzędowania | Długość urzędowania |
| 1.  | Kazimierz Tołłoczko | 30 maja 1934         | 10 czerwca 1934             | 11 dni              |                     |                     |
| 2.  | Romuald Miller (1) | 10 czerwca 1934      | październik 1936            | 1085 dni            |                     |                     |
| 2.  | Romuald Miller (1) | październik 1936     | 30 maja 1937                | 1085 dni            |                     |                     |
| 3.  | Adolf Szyszko-Bohusz | 30 maja 1937         | 1939                        | brak danych         |                     |                     |
| 4.  | Lech Niemojewski | 5 listopada 1944     | 8 kwietnia 1945             | 154 dni             |                     |                     |
| 5.  | Romuald Miller (2) | 8 kwietnia 1945      | 27 sierpnia 1945            | 141 dni             |                     |                     |
| 6.  | Gustaw Trzciński | 28 sierpnia 1945     | 14 lipca 1946               | 320 dni             |                     |                     |
| 7.  | Witold Plapis | 16 lipca 1946        | 18 października 1947        | 795 dni             |                     |                     |
| 7.  | Witold Plapis | 19 października 1947 | 18 września 1948            | 795 dni             |                     |                     |
| 8.  | Józef Ufnalewski | 20 września 1948     | 7 lipca 1951                | 1544 dni            |                     |                     |
| 8.  | Józef Ufnalewski | 8 lipca 1951         | 12 grudnia 1952             | 1544 dni            |                     |                     |
| 9.  | Eugeniusz Wierzbicki | 14 grudnia 1952      | 21 grudnia 1954             | 1485 dni            |                     |                     |
| 9.  | Eugeniusz Wierzbicki | 22 grudnia 1954      | 7 stycznia 1957             | 1485 dni            |                     |                     |
| 10. | Jerzy Hryniewiecki | 9 stycznia 1957      | 6 kwietnia 1959             | 1535 dni            |                     |                     |
| 10. | Jerzy Hryniewiecki | 8 kwietnia 1959      | 24 marca 1961               | 1535 dni            |                     |                     |
| 11. | Tadeusz Ptaszycki | 25 marca 1961        | 4 kwietnia 1963             | 1543 dni            |                     |                     |
| 11. | Tadeusz Ptaszycki | 5 kwietnia 1963      | 15 czerwca 1965             | 1543 dni            |                     |                     |
| 12. | Henryk Buszko (1) | 16 czerwca 1965      | 1 czerwca 1967              | 1637 dni            |                     |                     |
| 12. | Henryk Buszko (1) | 3 czerwca 1967       | 9 grudnia 1969              | 1637 dni            |                     |                     |
| 13. | Jerzy Kowarski | 10 grudnia 1969      | 23 kwietnia 1972            | 865 dni             |                     |                     |
| 14. | Henryk Buszko (2) | 24 kwietnia 1972     | 15 marca 1975               | 1056 dni            |                     |                     |
| 15. | Jerzy Buszkiewicz | 16 marca 1975        | 15 kwietnia 1978            | 1126 dni            |                     |                     |
| 16. | Tadeusz Mrówczyński | 16 kwietnia 1978     | 7 grudnia 1981              | 1331 dni            |                     |                     |
| 17. | Zbigniew Zawistowski | 8 grudnia 1981       | 16 marca 1985               | 1194 dni            |                     |                     |
| 18. | Roman Hordyński | 17 marca 1985        | 27 lipca 1986 (zmarł)       | 497 dni             |                     |                     |
| 19. | p.o. Andrzej Kiciński | 28 lipca 1986        | 7 maja 1988                 | 649 dni             |                     |                     |
| 20. | Ryszard Semka | 27 maja 1988         | 12 maja 1991                | 1080 dni            |                     |                     |
| 21. | Krzysztof Chwalibóg | 13 kwietnia 1991     | 20 maja 1994                | 3352 dni            |                     |                     |
| 21. | Krzysztof Chwalibóg | 21 maja 1994         | 12 czerwca 1997             | 3352 dni            |                     |                     |
| 21. | Krzysztof Chwalibóg | 13 czerwca 1997      | 16 czerwca 2000             | 3352 dni            |                     |                     |
| 22. | Ryszard Jurkowski | 17 czerwca 2000      | 23 września 2003            | 2366 dni            |                     |                     |
| 22. | Ryszard Jurkowski | 24 października 2003 | 9 grudnia 2006              | 2366 dni            |                     |                     |
| 23. | Jerzy Grochulski (1) | 9 grudnia 2006       | 12 grudnia 2009             | 2191 dni            |                     |                     |
| 23. | Jerzy Grochulski (1) | 12 grudnia 2009      | 8 grudnia 2012              | 2191 dni            |                     |                     |
| 24. | Mariusz Ścisło | 8 grudnia 2012       | 12 grudnia 2015             | 2549 dni            |                     |                     |
| 24. | Mariusz Ścisło | 12 grudnia 2015      | 1 grudnia 2019              | 2549 dni            |                     |                     |
| 25. | Bohdan Lisowski | 2 grudnia 2019       | 9 lutego 2022 (zrezygnował) | 800 dni             |                     |                     |
| 26. | p.o. Jerzy Grochulski (2) | 17 lutego 2022       | 23 czerwca 2022             | 126 dni             |                     |                     |
| 27. | Agnieszka Kalinowska-Sołtys | 24 czerwca 2022      | 6 czerwca 2024              | 713 dni             |                     |                     |
| 28. | Marek Chrobak | 7 czerwca 2024       | obecnie                     | 293 dni             |                     |                     |